# Kuhanje
Kuhanje je termička obrada sirove hrane. 
Kuha se u vodi ili na pari na 100 °C. Osim kuhanja hrana se termički može još pripremati i pečenjem ili pirjanjem. Oba načina hranu termički obrađuju na temperaturi od preko 100 °C, s tim što se pirjanje odvija na nešto nižoj temperaturi, bliže 100 °C.
Kuhanjem se pripravljaju juhe, gulaši, razna jela koja se jedu žlicom ili pak jela poput kuhanog povrća, mesa ili tjestenine.
Vrela tekućina, najčešće voda omekšava namirnice, koje se kuhaju i tako postanu lakše probavljive. Neka jela dugo se kuhaju, a neka u kratkom vremenu. Kuhanjem se može smanjiti udio vitamina i minerala u povrću, voću i mesu.  